# Jan Čížek
Jan Čížek (* 10. November 1975 in Hořice, Tschechoslowakei) ist ein tschechischer Händler von Objekten der Stilrichtungen Industriedesign und Vintage.

## Leben
Jan Čížek betreibt seit 2013 zusammen mit seiner Geschäftspartnerin, der Schneiderin Anja Zerlett, in Köln-Altstadt-Nord ein Ladengeschäft für Objekte im Industriedesign und Möbel der Stilrichtung Vintage aus der Zeit von 1920 bis 1980. In der angeschlossenen Werkstatt arbeiten sie die Objekte wohnfertig auf. Zuvor arbeitete Čížek in der Gastronomie.
Jan Čížek erlangte 2017 mit seinen Auftritten im Händlerraum der ZDF-Sendereihe Bares für Rares, in der Anja Zerletts Tochter Jana seit 2016 als Chefmaskenbildnerin tätig ist, ab der siebten Staffel überregionale Bekanntheit.